# Lars Nielsen (atletiktræner)
 For alternative betydninger, se Lars Nielsen. (Se også artikler, som begynder med Lars Nielsen)
Lars Nielsen (født 10. august 1961) er cheftræner i Dansk Atletik Forbund. Som aktiv atlet var han medlem af Munke Bjergby G & IF, AK Delta Slagelse, AGF og Aarhus 1900.
Lars Nielsen uddannet ingeniør ved Århus Teknikum i 1988, arbejde frem til 1996 i Rasmussen & Schiøtz A/S (senere NCC) første som entrepriseleder og senere som projektleder. I 1992 tilknyttet Dansk Atletik Forbund som landstræner for springerne. I 1996 blev han den første fuldtidsansatte cheftræner i Dansk Atletik Forbund, i 2004 blev han ansat i en kombinationsstilling som sportschef og cheftræner. Efter OL-2008 i Beijing gik han efter eget valg tilbage til jobbet som cheftræner og landstræner for springerne. Personlig træner for flere OL-, VM- og EM-finalister og medaljevindere bl.a. Renata Pytelewska Nielsen, Morten Jensen (sammen med Anders Møller), Pia Zinck, Marie Bagger Rasmussen, Martin Voss, Anders Møller m.fl. Han har også i en periode haft ansvaret for den fysiske træning for AGFs fodboldspillere.
Lars Nielsen var 1987-2013 gift med den tidligere længdespringer Renata Pytelewska Nielsen. De har sammen tvillingerne Peder Nielsen (dyrker trespring) og Mikkel Nielsen (dyrker stangspring).
Blev i 2014 gift med Ulla Kolding.